# فرودگاه شهری لونگ‌ویله
فرودگاه شهری لونگ‌ویله (به انگلیسی: Longville Municipal Airport) یک فرودگاه همگانی بهره‌برداری هوایی است که یک باند فرود آسفالت دارد و طول باند آن ۱۱۵۲ متر است. این فرودگاه در کشور ایالات متحده آمریکا قرار دارد و در ارتفاع ۴۰۷ متری از سطح دریا واقع شده است.